# Ascros
Ascros (okzitanisch Als Cròs, italienisch Ascroso) ist eine französische Gemeinde im Département Alpes-Maritimes in der Region Provence-Alpes-Côte d’Azur. Sie gehört zum Arrondissement Nizza und zum Kanton Vence. Die Bewohner nennen sich Ascrossois. 

## Lage
Die Gemeinde liegt im Regionalen Naturpark Préalpes d’Azur.
Die angrenzenden Gemeinden sind Touët-sur-Var im Norden, Villars-sur-Var im Nordosten, Pierrefeu im Osten, Cuébris im Süden, Saint-Antonin im Südwesten und La Penne im Westen.

## Bevölkerungsentwicklung
| Jahr      | 1962 | 1968 | 1975 | 1982 | 1990 | 1999 | 2008 | 2012 |
| --------- | ---- | ---- | ---- | ---- | ---- | ---- | ---- | ---- |
| Einwohner | 155  | 143  | 120  | 132  | 123  | 145  | 148  | 169  |